# ペリクリーズ

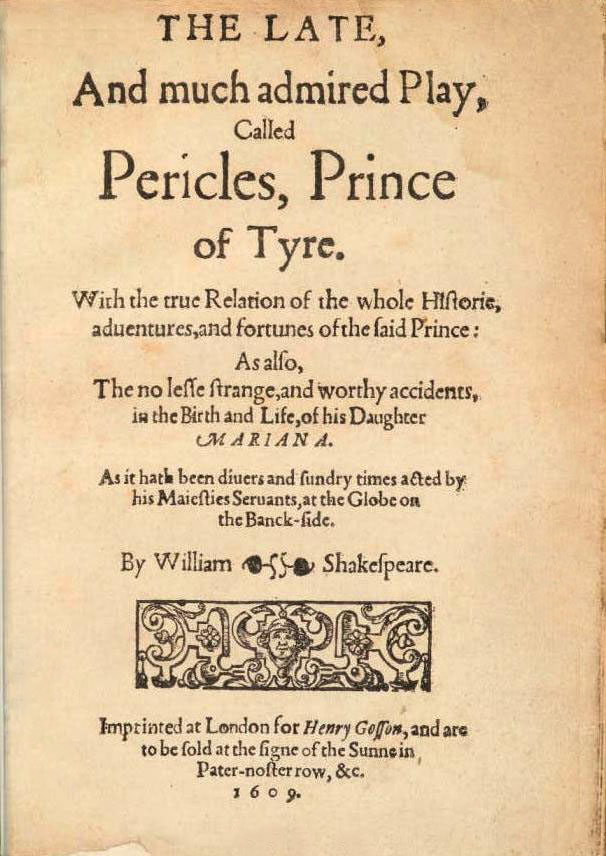
初版（1609）四折判標題頁

『ペリクリーズ』（Pericles, Prince of Tyre）は、イギリスの劇作家ウィリアム・シェイクスピア作の戯曲。作家最初のロマンス劇とされている。他の劇作家との共作であるとの学説もあり、「ファースト・フォリオ」（1623）には収載されていない。1608年に初演。初版本（第一・四折本）は1609年出版。

## 主な登場人物
- ジョン・ガワー　物語の語り手
- ペリクリーズ　タイアの領主
- タイーサ　ペリクリーズの妻
- マリーナ　ペリクリーズの娘
- アンタイオカス　アンタイオケの王
- クリーオン　ターサスの太守
- ダイオナイザ　クリーオンの妻
- サイモニディーズ　ペンタポリスの王、タイーサの父
- セリモン　エフェソスの医者
- ライシマカス　ミティリーニの太守

## あらすじ
古の詩人ガワーが語る、タイアの領主ペリクリーズの波乱万丈の物語。
ペリクリーズは、アンタイオケの王女との結婚を願い出るが、王女が父アンタイオカス王と近親相姦の関係にあることを知ってしまう。
アンタイオカス王の刺客から逃れるために旅に出たペリクリーズは、数奇な巡り会わせでペンタポリス（リビア）の王女タイーサと結婚し、タイアへの帰航の途中で娘マリーナを授かるが、タイーサは出産で命を落とし、その遺体は棺に入れられ海に流される。
幼いマリーナをひとまずターサスの太守に預け自分の国に戻るペリクリーズ。一方、妻タイーサの棺はエフェソスに流れ着き、医師の力で奇跡的に息を吹き返した彼女はそこで巫女として暮らすことを決意する。ターサスで成長したマリーナは海賊に誘拐されてしまう。
娘が死んだと知らされ、失意の中再び旅に出たペリクリーズは、ミティリーニで売春宿に売られていたマリーナと偶然にも再会する。その後、女神ダイアナの導きでエフェソスへ向かったペリクリーズ親子は、タイーサと再会し、マリーナとミティリーニの太守との結婚も決まり、大団円を迎える。

## 日本語訳
- 坪内逍遥訳 早稲田大学出版部 1927
- 御輿員三訳『世界古典文学全集 第46巻 (シェイクスピア 第6) 』筑摩書房 1966
- 小田島雄志訳 白水社 1979 のち白水Uブックス
- 松岡和子訳 ちくま文庫 2003